# Stara Brzeźnica
Niektóre z zamieszczonych tu informacji wymagają weryfikacji.
Dokładniejsze informacje o tym, co należy poprawić, być może znajdują się w dyskusji tego artykułu.
 Po wyeliminowaniu niedoskonałości należy usunąć szablon [[Szablon:Dopracować|]] z tego artykułu.
Stara Brzeźnica – wieś w Polsce położona w województwie łódzkim, w powiecie pajęczańskim, w gminie Nowa Brzeźnica. W latach 1975–1998 miejscowość administracyjnie należała do województwa częstochowskiego.

## Podział administracyjny
| SIMC    | Nazwa       | Rodzaj     |
| ------- | ----------- | ---------- |
| 0139809 | Borowiec    | przysiółek |
| 0139815 | Staw        | przysiółek |
| 0139790 | Ważne Młyny | część wsi  |

## Historia
Brzeźnica Stara uzyskała prawa miejskie w 1265 r. W centrum miejscowości zachował się rynek pamiętający czasy średniowiecza, kiedy to w 1287 r. Książę Sieradzki Leszek Czarny przeniósł miasto ze Starej Brzeźnicy na nowe miejsce, gdzie mianowani przez niego zasiadcy Marcin i Przybysław założyli nową osadę (Nowa Brzeźnica) na „nowym korzeniu” – w miejscu gdzie krzyżowały się szlaki handlowe z Rusi na Śląsk i z Małopolski na Mazowsze. Ponadto dogodniejsze warunki terenowe sprzyjały zabezpieczeniu miasta. Rozwój miasta spowodował, że w końcu XIII w. Władysław Łokietek nadał mu prawa starostwa niegrodowego i nakazał wybudowanie zamku, co wiązało się z jego częstymi odwiedzinami Brzeźnicy i tym, że miasto to było w pobliżu granicy ze Śląskiem, który był w rękach Wacława II, przeciwnika Łokietka. Z tego okresu pochodził gotycki kościół parafialny rozebrany na początku XIX w.
W Brzeźnicy w 1415 r. urodził się i spędził dzieciństwo Jan Długosz. Był jednym z 12 synów Jana Wieniawity, rycerza z Niedzielska pod Wieluniem, który został przezwany „Długosz”. Otrzymał starostwo brzeźnickie w nagrodę za postawę w bitwie pod Grunwaldem. Przed siedzibą gminy stoi jego pomnik, a w miejscowej szkole jest izba pamięci jemu poświęcona.
Miasto upadło. W 1717 r. sejm przekazał starostwo brzeźnickie paulinom w zamian za utrzymanie załogi zbrojnej na Jasnej Górze. W 1751 r. w Brzeźnicy urodził się Marcin Molski, znany poeta i satyryk. Ostatecznie straciło prawa miejskie 1868 r.